# Ibrain Torres
Ibrain Torres Espinosa (ur. 15 października 1996) – kubański zapaśnik walczący w stylu wolnym. Siódmy na igrzyskach panamerykańskich w 2023. Brązowy medalista igrzysk Ameryki Środkowej i Karaibów w 2023, a także mistrzostw panamerykańskich w 2024 roku.